# CP Возничего
CP Возничего (лат. CP Aurigae) — двойная затменная переменная звезда типа Алголя (EA) в созвездии Возничего на расстоянии приблизительно 3475 световых лет (около 1066 парсеков) от Солнца. Видимая звёздная величина звезды — от +14,7m до +13,2m. Орбитальный период — около 2,7645 суток.

## Характеристики
Первый компонент — жёлтая звезда спектрального класса G. Радиус — около 2,44 солнечных, светимость — около 5,806 солнечных. Эффективная температура — около 5741 К.